# Sant Pol de Mar (kommunhuvudort)
Sant Pol de Mar är en kommunhuvudort i Spanien.   Den ligger i provinsen Província de Barcelona och regionen Katalonien, i den östra delen av landet, 500 km öster om huvudstaden Madrid. Sant Pol de Mar ligger 15 meter över havet och antalet invånare är 5 076.
Terrängen runt Sant Pol de Mar är kuperad åt nordväst, men söderut är den platt. Havet är nära Sant Pol de Mar åt sydost.  Närmaste större samhälle är Mataró, 15,8 km väster om Sant Pol de Mar. 